# Линь Лянмин
Линь Лянми́н (кит. упр. 林良铭, пиньинь Lín Liángmíng; род. 4 июня 1997) — китайский футболист, нападающий португальского клуба «Гондомар», выступающий на правах аренды за клуб китайской Суперлиги «Далянь Ифан».

## Биография

### Клубная карьера
Воспитанник клуба «Гуанчжоу Фули». 22 июля 2015 года Линь подписал пятилетний контракт с клубом «Реал Мадрид», став первым азиатским футболистом в истории клуба. Сумма трансфера составила 200 000€. Сезон 2015/16 провёл в молодёжном составе клуба. На профессиональном уровне дебютировал в составе «Реал Мадрид Кастилья» 20 августа 2016 года в матче Сегунды Б против «Реал Сосьедад Б» (3:2), в котором вышел на замену на 87-й минуте вместо Кристиана Седреса и на 90-й минуте отдал голевую передачу на победный гол Серхио Диаса.
Летом 2017 года был отдан в аренду в «Альмерию», где в итоге отыграл два сезона. За основной состав «Альмерии» Линь сыграл 4 матча — все в Кубке Испании, а большую часть времени выступал за фарм-клуб «Альмерия Б», с которым провёл сезон 2017/18 в Терсере, а сезон 2018/19 в Сегунде Б.
В августе 2019 года подписал контракт с португальским клубом «Гондомар», но почти сразу был отдан в аренду в «Маритиму». За основной состав «Маритиму» Линь не играл, выступая только в молодёжном первенстве. В феврале 2020 года игрока взял в аренду китайский клуб «Далянь Ифан», однако в связи с пандемией COVID-19 начало сезона в Китае было отложено. Дебют футболиста в китайской Суперлиге состоялся 26 июля в матче первого тура против «Шаньдун Лунэн».

### Карьера в сборной
Выступал за юношескую и молодёжную сборные Китая. В составе сборной до 16 лет принимал участие в юношеском чемпионате Азии 2012 года, но сборная Китая не смогла выйти из группы.